# Dustin Penner
Pour les articles homonymes, voir Penner.
Dustin Penner (né le 28 septembre 1982 à Winkler dans le Manitoba au Canada) est un joueur professionnel canadien de hockey sur glace évoluant au poste d'ailier gauche. Surnommé "Big Dustin Penner", il doit ce surnom à sa taille d'1.93 mètre et à son poids de 112.3 kg.[réf. nécessaire]

## Carrière en club

### Mineur et collégiale
Où il vit, à Winkler, Dustin Penner joue avec l'équipe de hockey sur glace de son école secondaire, les Zodiacs de Garden Valley. Penner continue son cheminement de hockey mais il a de la difficulté à intégrer l'équipe junior locale.
Avec peu d'espoir d'être professionnel un jour, il réussit à intégrer le Minot State University-Bottineau. Après une blessure au fémur, Penner remporte le Most Determined Player Award dans la NJCAA.
À un camp d'évaluation à Saskatoon, Grant Stanbrook, l'entraîneur-adjoint des Black Bears de l'Université du Maine, est impressionné par le jeune Penner. Alors, il reçoit une bourse d'études de l'université qu'il accepte. Penner passa proche de remporter le Championnat NCAA de hockey sur glace avec les Black Bears lorsque son équipe perd en finale.

### Professionnel
Penner n'a jamais été repêché dans la LNH. Il a été découvert par les Mighty Ducks d'Anaheim qui l'ont fait signer comme agent libre lorsqu'il jouait pour les Black Bears du Maine de l'Université du Maine. Penner est considéré comme étant un attaquant de puissance. Dustin Penner a signé le 12 mai 2004 avec les Mighty Ducks d'Anaheim. Il marque 28 points lors de sa saison recrue avec les Mighty Ducks de Cincinnati, équipe affilié aux Mighty Ducks d'Anaheim de la Ligue américaine de hockey. La carrière de Penner prend un tournant quand les Mighty Ducks de Cincinnati déménagent à Portland sous le nom des Pirates en 2005-2006. Il marque 39 buts et 84 points en 57 parties avec Portland et il fait ses débuts dans la LNH, jouant 19 parties avec les Mighty Ducks d'Anaheim. Lors des Séries éliminatoires de la Coupe Stanley 2006, Penner marque 9 points en 13 parties pour les Mighty Ducks.
La saison suivante, Penner a une place régulière avec l'équipe 2006-2007 des Ducks d'Anaheim (le Mighy Ducks a été abrégé par Ducks pendant la saison morte). Il marque 29 buts et 45 points lui qui joue avec Ryan Getzlaf et Corey Perry sur la "Kid Line". Son total de but est le deuxième meilleur de l'équipe derrière le vétéran Teemu Selänne qui en a inscrit 48. Penner bat ainsi un record d'équipe pour le nombre de buts en une saison pour une recrue (dépassé par Bobby Ryan en 2008-2009).  Cette même année, les Ducks remporte la Coupe Stanley contre les Sénateurs d'Ottawa.
Après avoir remporté la Coupe Stanley avec les Canards, Penner est agent libre avec restriction. Les Ducks, manquant de place sur le plafond salarial, ne peuvent signer Penner. Le directeur général des Oilers d'Edmonton Kevin Lowe saute sur l'occasion et s'entend avec Penner pour cinq ans à une valeur de 21 250 000 $. Kevin Lowe est critiqué par les médias et par Brian Burke (DG des Ducks) à cause du lucratif contrat.
À sa première saison avec les Oilers d'Edmonton en 2007-2008, Penner marque 23 buts et 47 points. Penner commence lentement la saison 2008-2009 et il est publiquement critiqué par l'entraîneur-chef des Oilers, Craig MacTavish.
Le 28 février 2011, il est échangé aux Kings de Los Angeles en retour du défenseur Colten Teubert et d'un premier choix au repêchage en 2011.
Le 11 juin 2012, il remporte la Coupe Stanley 2012 avec les Kings de Los Angeles.
Le 16 juillet 2013, il retourne avec les Ducks d'Anaheim en signant un contrat d'un an, de 2 millions de dollars américains.
Le 4 mars 2014, il est échangé aux Capitals de Washington.

## Trophées et honneurs personnels
- 2006-2007 - Ligue nationale de hockey - Coupe Stanley - (Ducks d'Anaheim)

- 2001-02 - NJCAA - Most Determined Player Award (MSU-Bottineau)
- 2002-03 - NCAA - élu dans l'équipe d'étoiles.
- 2003-04 - NCAA - Trophée Jack Semler (joueur le plus amélioré) - (Black Bears du Maine)

## Statistiques
| Saison     | Équipe                     | Ligue      |     | Saison régulière | Saison régulière | Saison régulière | Saison régulière | Saison régulière |    | Séries éliminatoires | Séries éliminatoires | Séries éliminatoires | Séries éliminatoires | Séries éliminatoires |
| Saison     | Équipe                     | Ligue      | PJ  | B                | A                | Pts              | Pun              | PJ               | B  | A                    | Pts                  | Pun                  |                      |                      |
| 2003-2004  | Black Bears du Maine       | NCAA       | 43  | 11               | 12               | 23               | 52               | -                | -  | -                    | -                    | -                    |                      |                      |
| 2004-2005  | Mighty Ducks de Cincinnati | LAH        | 77  | 10               | 18               | 28               | 82               | 9                | 2  | 3                    | 5                    | 13                   |                      |                      |
| 2005-2006  | Pirates de Portland        | LAH        | 57  | 39               | 45               | 84               | 68               | 5                | 4  | 3                    | 7                    | 0                    |                      |                      |
| 2005-2006  | Mighty Ducks d'Anaheim     | LNH        | 19  | 4                | 3                | 7                | 14               | 13               | 3  | 6                    | 9                    | 12                   |                      |                      |
| 2006-2007  | Ducks d'Anaheim            | LNH        | 82  | 29               | 16               | 45               | 58               | 21               | 3  | 5                    | 8                    | 2                    |                      |                      |
| 2007-2008  | Oilers d'Edmonton          | LNH        | 82  | 23               | 24               | 47               | 45               | -                | -  | -                    | -                    | -                    |                      |                      |
| 2008-2009  | Oilers d'Edmonton          | LNH        | 78  | 17               | 20               | 37               | 61               | -                | -  | -                    | -                    | -                    |                      |                      |
| 2009-2010  | Oilers d'Edmonton          | LNH        | 82  | 32               | 31               | 63               | 38               | -                | -  | -                    | -                    | -                    |                      |                      |
| 2010-2011  | Oilers d'Edmonton          | LNH        | 62  | 21               | 18               | 39               | 45               | -                | -  | -                    | -                    | -                    |                      |                      |
| 2010-2011  | Kings de Los Angeles       | LNH        | 19  | 2                | 4                | 6                | 2                | 6                | 1  | 1                    | 2                    | 4                    |                      |                      |
| 2011-2012  | Kings de Los Angeles       | LNH        | 65  | 7                | 10               | 17               | 43               | 20               | 3  | 8                    | 11                   | 32                   |                      |                      |
| 2012-2013  | Kings de Los Angeles       | LNH        | 33  | 2                | 12               | 14               | 18               | 18               | 3  | 2                    | 5                    | 8                    |                      |                      |
| 2013-2014  | Ducks d'Anaheim            | LNH        | 49  | 13               | 19               | 32               | 28               | -                | -  | -                    | -                    | -                    |                      |                      |
| 2013-2014  | Capitals de Washington     | LNH        | 18  | 1                | 2                | 3                | 2                | -                | -  | -                    | -                    | -                    |                      |                      |
| Totaux LNH | Totaux LNH                 | Totaux LNH | 589 | 151              | 159              | 310              | 354              | 78               | 13 | 22                   | 35                   | 58                   |                      |                      |

## Transactions en carrière
- 12 mai 2004 : Signé comme agent libre par les Mighty Ducks d'Anaheim
- 2 août 2007 : Signé comme agent libre avec restriction par les Oilers d'Edmonton